# Desembocadura del torrent del Pi
La desembocadura del torrent del Pi, d'entre totes les llacunes de rambla de l'Ametlla de Mar, és la que presenta la salinitat més baixa.
Referent a la vegetació de l'espai, al llarg de la llera del torrent s'hi localitzen bosquines i matollars meridionals de rambles, rieres i llocs humits (Nerio-Tamaricetea) (hàbitat d'interès comunitari, codi 92 D0) La vegetació submergida està formada per la carofícia Chara hispida (hàbitat d'interès comunitari, codi 3140). A la superfície destaquen els canyissars i les jonqueres (hàbitat d'interès comunitari, codi 1410). S'hi localitzen a l'espai també els següents hàbitats d'interès comunitari: penya-segats de les costes mediterrànies colonitzats per vegetació, amb ensopegueres (Limonium spp.) endèmiques (codi 1240) i rius mediterranis amb vegetació del Glaucion flavi (codi 3250).
L'espècie animal més destacable és, sens dubte, el fartet (Aphanius iberus), que hi té una població del tot consolidada.
La riba esquerra d'aquest espai limita amb la urbanització de "Cala Mosques", fet que condiciona l'interès i el potencial ecològic de l'indret com a refugi i punt de nidificació d'ocells. A més, com a resultat de l'intens trepig, es troben banalitzades algunes comunitats vegetals.
Aquest espai disposa de diverses figures de protecció. D'una banda fou declarat Reserva natural de fauna salvatge per l'Ordre de 10 de maig de 1996, amb una superfície de 2,65 hectàrees. Forma part del PEIN "Cap de Santes creus" i a més està inclòs a la Xarxa Natura 2000 ES5140001 "Litoral meridional tarragoní".